# Stéphane Clavier
Stéphane Clavier (Parigi, 14 marzo 1955) è un attore, sceneggiatore e regista francese, fratello minore di Christian Clavier.

## Biografia
Nasce a Parigi nel 1955 da Jean-Claude Clavier e Phanette Rousset-Rouard, inizia a lavorare come maestro di sci, prima di debuttare come aiuto regista nel 1977, in particolare nel film Les Bronzés font du ski e Je vais craquer di Patrice Leconte. Ha realizzato diversi film commerciali prima di intraprenderne la regia, con un primo cortometraggio nel 1986, Le Torero hallucinogène, e un primo lungometraggio co-diretto nel 1991, Les Secrets professionnels du docteur Apfelglück.  Lavora per la televisione dagli anni 2000.

## Filmografia

### Regista

#### Cinema
- Les Secrets professionnels du docteur Apfelglück (1991)
- La voie est libre (1998)
- Lovely Rita, sainte patronne des cas désespérés (2003)

#### Cortometraggi
- Le Torero hallucinogène (1986)

#### Televisione
- Le Divin Enfant – film TV (2001)
- Patron sur mesure – film TV (2002)
- 3 garçons, 1 fille, 2 mariages – film TV (2004)
- Si j'étais elle – film TV (2004)
- Insieme appassionatamente (Merci, les enfants vont bien) – serie TV (2005-2008)
- Alice et Charlie (episodio pilota) – serie TV (2006)
- Je hais les vacances – film TV (2006)
- Drôle de famille! (episodio pilota) – serie TV (2009)
- Les Bleus, premiers pas dans la police – serie TV, 3 episodi (2010)
- L'Épervier – serie TV, 6 episodi (2011)
- Doc Martin – serie TV, 3 episodi (2011)
- À dix minutes des naturistes – film TV (2012)
- Vive la colo! – serie TV, 6 episodi (2013)
- Lettre à France – film TV (2014)
- Frères à demi – film TV (2016)
- Famille d'accueil – serie TV, 2 episodi (2016)

#### Videoclip
- La machine à rattraper le temps degli Indochine (1988)
- Vamos a bailar dei Gipsy Kings (1988)
- Bamboléo (versione 1) dei Gipsy Kings (1988)
- Bamboléo (versione mix) dei Gipsy Kings (1989)
- Volare dei Gipsy Kings (1989)

### Sceneggiatore
- Le Torero hallucinogène, regia di Stéphane Clavier (1986) - cortometraggio
- La voie est libre, regia di Stéphane Clavier (1998)
- Lovely Rita, sainte patronne des cas désespérés, regia di Stéphane Clavier (2003)
- Insieme appassionatamente (''Merci, les enfants vont bien) – serie TV, 4 episodi (2008)
- L'Épervier – serie TV, 6 episodi (2011)

### Attore
- Le Mariage du siècle, regia di Philippe Galland (1985)

### Assistente regista

#### Cinema
- Les bronzés, regia di Patrice Leconte (1978)
- Les bronzés font du ski, regia di Patrice Leconte (1979)
- Je vais craquer!!!, regia di François Leterrier (1980)
- L'ombrello bulgaro (Le Coup du parapluie), regia di Gérard Oury (1980)
- Clara et les Chics Types, regia di Jacques Monnet (1981)
- Pourquoi pas nous?, regia di Michel Berny (1981)
- Les Babas-cool di François Leterrier (1981)
- Elle voit des nains partout!, regia di Jean-Claude Sussfeld (1982)
- L'estate assassina (L'Été meurtrier), regia di Jean Becker (1983)
- Le Léopard, regia di Jean-Claude Sussfeld (1984)
- Il commissadro (Les Ripoux), regia di Claude Zidi (1984)
- Les rois du gag, regia di Claude Zidi (1985)
- Le Mariage du siècle, regia di Philippe Galland (1985)
- Top managers (Association de malfaiteurs), regia di Claude Zidi (1987)

## Riconoscimenti
- Festival europeo del cortometraggio di Brest
  - 1987 – Prix de la qualité technique per Le Torero hallucinogène
- Festival delle creazioni televisive di Luchon
  - 2008 – Grand prix des séries pour Merci, les enfants vont bien